# Telma Hopkins
Telma Louise Hopkins (Louisville, Kentucky, 28 d'octubre de 1948) és una actriu de televisió i cantant estatunidenca.

## Carrera
Ha estat activa com a cantant en els anys setanta en el trio pop vocal Tony Orlando and Dawn.
Ha pres part en nombroses sitcoms i sèries de televisió com a actriu: com Henry i Kip (1980-1982), Getting By (1993), Half & Half (2002-2006), La petita gran Nell (1981-1987), Family Matters (1989-1998), D'un dia a l'altre (1998-2002), Casa Hughley (1998-2000), Are We There Yet? (2010-), Lab Rats (2012) i Partners (2014-).
Actua en la pel·lícula Trancers - Carrera en el temps (1985), Trancers II: The Return of Jack Deth (1991), La potestat de la ment (1992), totes tres formant part d'una sèrie.

## Vida personal
Hopkins va néixer a Louisville, Kentucky, i criada a Highland Parc, Michigan. Té un fill, del seu matrimoni amb Donald B. Allen.
Hopkins sovint dedica el seu temps per causes benèfiques. Ha treballat amb Cura de nens amb SIDA, Act on Arthritis, i el PTA. També fa de mentors amb nens.

## Filmografia

### Cinema
| Any  | Títol                         | Funció               | Notes    |
| ---- | ----------------------------- | -------------------- | -------- |
| 1982 | The Kid with the Broken Halo  | Gail Desautel        | Telefilm |
| 1984 | Trancers                      | Ruth "Ruthie" Raines |          |
| 1988 | Pulse Pounders                | Ruth "Ruthie" Raines | Cameo    |
| 1990 | Signes vitals                 | Kennan               |          |
| 1990 | How to Murder a Millionaire   | Teresa               |          |
| 1991 | Trancers II                   | Ruth "Ruthie" Raines |          |
| 1992 | Trancers III                  | Ruth "Ruthie" Raines |          |
| 1999 | The Wood                      | Mare de Slim         |          |
| 2001 | Down to Earth                 | Dona a l'Audiència   | Cameo    |
| 2001 | Pluja                         | curt                 |          |
| 2008 | The Love Guru                 | Lillian Roanoke      |          |
| 2013 | Trancers: City of Lost Angels | Ruth "Ruthie" Raines | curt     |
| 2015 | Welcome to the Family         | Deborah              | Telefilm |